# Yifang Li
Yifang Li (China, 1 de febrero de 1975) es una gimnasta artística china, subcampeona mundial en 1992 en la barra de equilibrio.

## 1992
En el Mundial de París 1992 gana la plata en la viga de equilibrio, quedando situada en el podio tras la estadounidense Kim Zmeskal y empatada con la rumana Maria Neculita.